# Camposaurus
Camposaurus é um gênero de dinossauro da família Coelophysidae do estágio Noriano do período Triássico Superior da América do Norte. Os vestígios fósseis deste dinossauro datam da metade do estágio Noriano e graças a isto, este é considerado como o  mais antigo neoterópode conhecido.

## Descrição
Camposaurus é um pequeno dinossauro terópode carnívoro. Seu comprimento e peso aproximados não podem ser estimados com segurança por causa do material esparso que é conhecido neste gênero. Camposaurus é conhecido por ossos parciais da perna, holótipo UCMP 34498 (que inclui tíbias distais e fíbulas distais, entre outros ossos fragmentados). Como outros membros de sua família, possuí ossos tíbio-tarsais e fíbulo-tarsais fundidos. Ao contrário de seus parentes, a área da tíbia que se encaixa na fíbula tem uma crista distinta na parte posterior. Outra característica única é a falta de um grande côndilo medial no astrágalo.

## Descoberta

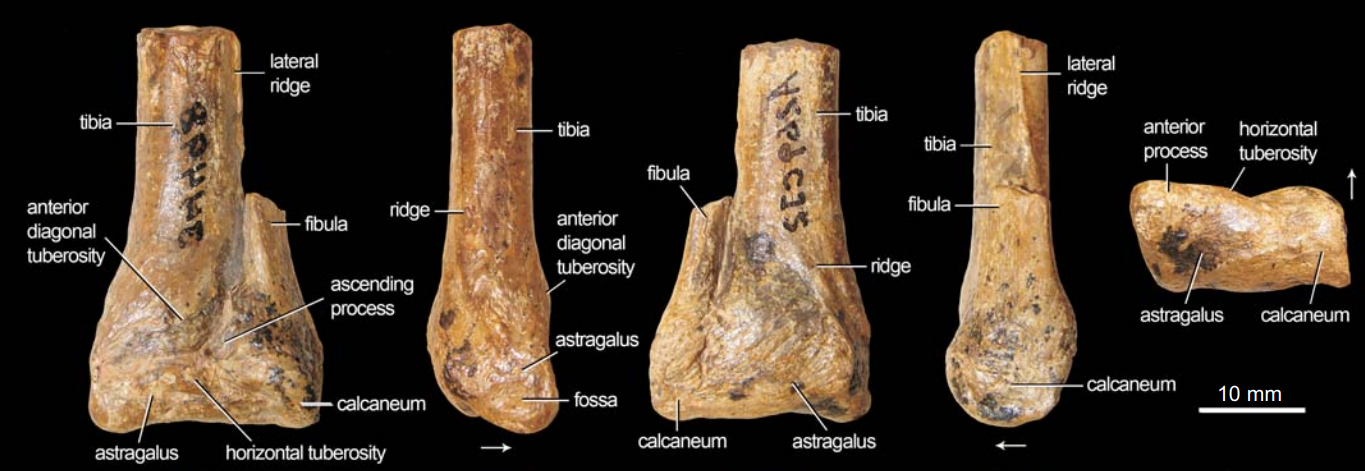
Holótipo do Camposaurus, UCMP 34498

A espécie-tipo, C. arizonensis, foi formalmente nomeada e descrita por Adrian Hunt, Spencer G. Lucas, Andrew B. Heckert, Robert M. Sullivan e Martin Lockley em 1998. O holótipo espécime UCMP 34498 foi descoberto na pedreira Placerias da Formação Bluewater Creek do Arizona, no estágio Noriano do final do período Triássico.  O nome do gênero significa "Lagarto do acampamento", em homenagem ao acampamento de Charles Lewis. O nome da espécie se refere ao fato de ter sido encontrada no Arizona, nos Estados Unidos.

## Classificação
Camposaurus é considerado o mais antigo dinossauro neoterópode conhecido. Foi originalmente colocado no clado Ceratosauria com base na análise de Long e Murray (1995). É morfologicamente semelhante a, e foi considerado incorretamente por algum tempo como uma espécie de Coelophysis. Em 2000, Downs examinou Camposaurus e concluiu que é um sinônimo júnior de Coelophysis, por causa de sua semelhança com alguns dos espécimes de Ghost Ranch da Coelophysis. A revisão de Nesbitt et al. em 2007, revelou que uma característica específica do tornozelo (a margem astragalar ventral) era considerada reta e indistinguível daquela de Coelophysis bauri. Com base nisso, Nesbitt et al. (2007) concluíram que os dois gêneros eram sinônimos. Em 2011, ele foi submetido a uma análise filogenética e considerado um parente próximo do Coelophysis rhodesiensis. A falta de material levou muitos paleontologistas a rejeitá-lo como um nomen dubium.  Uma reavaliação do holótipo UCMP 34498 de Camposaurus arizoniensis por Ezcurra e Brusatte revelou duas autapomorfias, estabelecendo firmemente este material como gênero e espécie válidos. Esta análise também demonstrou que Camposaurus é definitivamente um neoterópode, e com base na análise filogenética seu parente conhecido mais próximo é Coelophysis rhodesiensis, porque eles compartilham semelhanças na tíbia e tornozelo. Spielman et al. (2007) atribuíram Camposaurus à família Coelophysidae.